# Pallacanestro ai Giochi della XXVII Olimpiade - Torneo maschile

## Risultati

### Fase a gironi

#### Gruppo A
| Team             | Pt | V - P | PF - PS   | DP   |
| ---------------- | -- | ----- | --------- | ---- |
| 1. Stati Uniti   | 10 | 5 - 0 | 505 - 359 | +146 |
| 2. Italia        | 8  | 3 - 2 | 332 - 349 | -17  |
| 3. Lituania      | 8  | 3 - 2 | 372 - 339 | +33  |
| 4. Francia       | 7  | 2 - 3 | 372 - 374 | -2   |
| 5. Cina          | 7  | 2 - 3 | 368 - 419 | -51  |
| 6. Nuova Zelanda | 5  | 0 - 5 | 307 - 416 | -109 |

| Sydney 17 settembre 2000, ore 09:30 | Francia | 76 – 50 (38–23) | Nuova Zelanda | Sydney Super Dome (8.292 spett.) |

| Sydney 17 settembre 2000, ore 11:30 | Italia | 50 – 48 (30–30) | Lituania | Sydney Super Dome (8.292 spett.) |

| Sydney 17 settembre 2000, ore 21:30 | Cina | 72 – 119 (38–60) | Stati Uniti | Sydney Super Dome (8.319 spett.) |

| Sydney 19 settembre 2000, ore 11:30 | Nuova Zelanda | 60 – 75 (30–40) | Cina | Sydney Super Dome (8.357 spett.) |

| Sydney 19 settembre 2000, ore 16:30 | Stati Uniti | 93 – 61 (45–35) | Italia | Sydney Super Dome (8.368 spett.) |

| Sydney 19 settembre 2000, ore 19:30 | Lituania | 81 – 63 (50–35) | Francia | Sydney Super Dome (8.406 spett.) |

| Sydney 21 settembre 2000, ore 09:30 | Italia | 78 – 66 (32–36) | Nuova Zelanda | Sydney Super Dome (8.446 spett.) |

| Sydney 21 settembre 2000, ore 14:30 | Cina | 70 – 82 (36–31) | Francia | Sydney Super Dome (8.391 spett.) |

| Sydney 21 settembre 2000, ore 16:30 | Stati Uniti | 85 – 76 (47–41) | Lituania | Sydney Super Dome (8.391 spett.) |

| Sydney 23 settembre 2000, ore 09:30 | Lituania | 82 – 66 (53–42) | Cina | Sydney Super Dome (8.365 spett.) |

| Sydney 23 settembre 2000, ore 19:30 | Nuova Zelanda | 56 – 102 (32–58) | Stati Uniti | Sydney Super Dome (8.392 spett.) |

| Sydney 23 settembre 2000, ore 21:30 | Francia | 57 – 67 (28–30) | Italia | Sydney Super Dome (8.392 spett.) |

| Sydney 25 settembre 2000, ore 11:30 | Nuova Zelanda | 75 – 85 (33–36) | Lituania | Sydney Super Dome (8.435 spett.) |

| Sydney 25 settembre 2000, ore 14:30 | Italia | 76 – 85 (40–42) | Cina | Sydney Super Dome (8.477 spett.) |

| Sydney 25 settembre 2000, ore 16:30 | Francia | 94 – 106 (48–59) | Stati Uniti | Sydney Super Dome (8.477 spett.) |

#### Gruppo B
| Team          | Pt | V - P | PF - PS   | DP   |
| ------------- | -- | ----- | --------- | ---- |
| 1. Canada     | 9  | 4 - 1 | 433 - 373 | +60  |
| 2. Jugoslavia | 9  | 4 - 1 | 372 - 338 | +34  |
| 3. Australia  | 8  | 3 - 2 | 408 - 407 | +1   |
| 4. Russia     | 8  | 3 - 2 | 367 - 328 | +39  |
| 5. Spagna     | 6  | 1 - 4 | 349 - 376 | -27  |
| 6. Angola     | 5  | 0 - 5 | 303 - 410 | -107 |

| Sydney 17 settembre 2000, ore 14:30 | Jugoslavia | 66 – 60 (27–28) | Russia | Sydney Super Dome (8.353 spett.) |

| Sydney 17 settembre 2000, ore 16:30 | Canada | 101 – 90 (48–51) | Australia | Sydney Super Dome |

| Sydney 17 settembre 2000, ore 19:30 | Spagna | 64 – 45 (30–22) | Angola | Sydney Super Dome |

| Sydney 19 settembre 2000, ore 09:30 | Canada | 99 – 54 (50–29) | Angola | Sydney Super Dome |

| Sydney 19 settembre 2000, ore 14:30 | Russia | 71 – 63 (38–28) | Spagna | Sydney Super Dome (8.368 spett.) |

| Sydney 19 settembre 2000, ore 21:30 | Australia | 66 – 80 (28–45) | Jugoslavia | Sydney Super Dome (8.406 spett.) |

| Sydney 21 settembre 2000, ore 11:30 | Canada | 91 – 77 (53–34) | Spagna | Sydney Super Dome (8.446 spett.) |

| Sydney 21 settembre 2000, ore 19:30 | Jugoslavia | 73 – 64 (39–32) | Angola | Sydney Super Dome (8.391 spett.) |

| Sydney 21 settembre 2000, ore 21:30 | Australia | 75 – 71 (47–30) | Russia | Sydney Super Dome (8.322 spett.) |

| Sydney 23 settembre 2000, ore 11:30 | Spagna | 65 – 78 (30–32) | Jugoslavia | Sydney Super Dome (8.365 spett.) |

| Sydney 23 settembre 2000, ore 14:30 | Russia | 77 – 59 (45–36) | Canada | Sydney Super Dome (8.446 spett.) |

| Sydney 23 settembre 2000, ore 16:30 | Angola | 75 – 86 (43–41) | Australia | Sydney Super Dome (8.446 spett.) |

| Sydney 25 settembre 2000, ore 09:30 | Angola | 65 – 88 (35–45) | Russia | Sydney Super Dome (8.435 spett.) |

| Sydney 25 settembre 2000, ore 19:30 | Jugoslavia | 75 – 83 (42–33) | Canada | Sydney Super Dome (8.398 spett.) |

| Sydney 25 settembre 2000, ore 21:30 | Australia | 91 – 80 (36–40) | Spagna | Sydney Super Dome (8.398 spett.) |

### Fase finale

#### Piazzamenti 9º-12º posto
Spareggio 11º-12º posto
| Sydney 26 settembre 2000, ore 14:30 | Nuova Zelanda             | 70 – 60 (37-26) referto | Angola | The Dome (8.395 spett.)\| Arbitri: \| Juan Figueroa Juan Larrea \| |
| Arbitri:                            | Juan Figueroa Juan Larrea |                         |        |                                                                    |

Spareggio 9º-10º posto
| Sydney 26 settembre 2000, ore 16:30 | Cina                               | 64 – 84 (26-46) referto | Spagna | The Dome (8.395 spett.)\| Arbitri: \| Bill Mildenhall Tiziano Zancanella \| |
| Arbitri:                            | Bill Mildenhall Tiziano Zancanella |                         |        |                                                                             |

#### Quarti di finale
| Sydney 28 settembre 2000, ore 15:00 | Italia                     | 62 – 65 (27-31) referto | Australia | Sydney Super Dome (14.411 spett.)\| Arbitri: \| Pascal Dorizon David Jones \| |
| Arbitri:                            | Pascal Dorizon David Jones |                         |           |                                                                               |

| Sydney 28 settembre 2000, ore 17:00 | Canada                             | 63 – 68 (23-38) referto | Francia | Sydney Super Dome (14.411 spett.)\| Arbitri: \| Romualdas Brazauskas Juan Figueroa \| |
| Arbitri:                            | Romualdas Brazauskas Juan Figueroa |                         |         |                                                                                       |

| Sydney 28 settembre 2000, ore 20:00 | Jugoslavia                                  | 63 – 76 (32-37) referto | Lituania | Sydney Super Dome (14.260 spett.)\| Arbitri: \| Nikolaos Pitsilkas Carlos Renato dos Santos \| |
| Arbitri:                            | Nikolaos Pitsilkas Carlos Renato dos Santos |                         |          |                                                                                                |

| Sydney 28 settembre 2000, ore 22:00 | Stati Uniti             | 85 – 70 referto | Russia | Sydney Super Dome (14.260 spett.)\| Arbitri: \| Rick DeGagne Iztok Rems \| |
| Arbitri:                            | Rick DeGagne Iztok Rems |                 |        |                                                                            |

#### Piazzamenti 5º-8º posto
Spareggio 7º-8º posto
| Sydney 30 settembre 2000, ore 12:00 | Canada                     | 86 – 83 (d.2t.s.) (36-43, 69-69, 76-76) referto | Russia | Sydney Super Dome (14.604 spett.)\| Arbitri: \| Bill Mildenhall Petr Sudek \| |
| Arbitri:                            | Bill Mildenhall Petr Sudek |                                                 |        |                                                                               |

Spareggio 5º-6º posto
| Sydney 30 settembre 2000, ore 14:00 | Italia                       | 69 – 59 (33-31) referto | Jugoslavia | Sydney Super Dome (14.604 spett.)\| Arbitri: \| Carl Jungebrand Mike Thomson \| |
| Arbitri:                            | Carl Jungebrand Mike Thomson |                         |            |                                                                                 |

#### Semifinali
| Sydney 29 settembre 2000, ore 19:30 | Australia                      | 52 – 76 (29-44) referto | Francia | Sydney Super Dome (14.653 spett.)\| Arbitri: \| Raúl Chaves Nikolaos Pitsilkas \| |
| Arbitri:                            | Raúl Chaves Nikolaos Pitsilkas |                         |         |                                                                                   |

| Sydney 29 settembre 2000, ore 21:30 | Lituania                          | 83 – 85 (36-48) referto | Stati Uniti | Sydney Super Dome (14.653 spett.)\| Arbitri: \| Pascal Dorizon Tiziano Zancanella \| |
| Arbitri:                            | Pascal Dorizon Tiziano Zancanella |                         |             |                                                                                      |

#### Finali
3º-4º posto
| Sydney 1º ottobre 2000, ore 11:00 | Australia              | 71 – 89 (35-51) referto | Lituania | Sydney Super Dome (14.833 spett.)\| Arbitri: \| David Jones Iztok Rems \| |
| Arbitri:                          | David Jones Iztok Rems |                         |          |                                                                           |

1º-2º posto
| Arbitri: | Romualdas Brazauskas Carlos Renato dos Santos |

| |            | |
| Sciarra 19                                                                                              | Punti      | 13 Allen, Carter                                                                                       |
| Sciarra 4                                                                                               | Assist     | 3 Payton                                                                                               |
| Sciarra 4                                                                                               | Rimbalzi   | 7 Kidd, Mourning                                                                                       |
| Rigaudeau, Foirest, Risacher, Bilba, Weis Sonko, Sciarra, Dioumassi, Gadou, Julian, Palmer n.e.: Bonato | Formazioni | Payton, Houston, Carter, Garnett, Mourning S.Smith, Kidd, Hardaway, Baker, Allen, McDyess, Abdur-Rahim |
| Jean-Pierre de Vincenzi                                                                                 | Allenatori | Rudy Tomjanovich                                                                                       |

## Classifica finale
| Campione olimpico | Campione olimpico | Campione olimpico |
| --- | ----------------- | --- |
| Stati Uniti4 Smith, 5 Kidd, 6 Houston, 7 Mourning, 8 Hardaway, 9 Carter, 10 Garnett, 11 Baker, 12 Allen, 13 McDyess, 14 Payton, 15 Abdur-Rahim, All. Rudy Tomjanovich |                   | |
| Argento | Francia           | Francia4 Sonko, 5 Sciarra, 6 Rigaudeau, 7 Foirest, 8 Bonato, 9 Dioumassi, 10 Risacher, 11 Gadou, 12 Julian, 13 Palmer, 14 Bilba, 15 Weis, All. Jean-Pierre de Vincenzi                                 |
| Bronzo | Lituania          | Lituania4 Jasikevičius, 5 Marčiulionis, 6 Timinskas, 7 Štombergas, 8 Šiškauskas, 9 Giedraitis, 10 Adomaitis, 11 Žukauskas, 12 Masiulis, 13 Maskoliūnas, 14 Einikis, 15 Songalia, All. Jonas Kazlauskas |
| 4. | Australia         | Australia4 Smith, 5 Maher, 6 Mackinnon, 7 Cattalini, 8 Grace, 9 Anstey, 10 Gaze, 11 Heal, 12 Bradtke, 13 Longley, 14 Vlahov, 15 Rogers, All. Barry Barnes                                              |
| 5. | Italia            | Italia4 Scarone, 5 Basile, 6 Galanda, 7 Fučka, 8 Marconato, 9 Li Vecchi, 10 Myers, 11 Meneghin, 12 Abbio, 13 Mian, 14 Chiacig, 15 Damião, All. Bogdan Tanjević                                         |
| 6. | Jugoslavia        | Jugoslavia4 Bodiroga, 5 Danilović, 6 S. Obradović, 7 Rakočević, 8 Stojaković, 9 Šćepanović, 10 Lukovski, 11 Rebrača, 12 Tarlać, 13 Drobnjak, 14 Tomašević, 15 Jestratijević, All. Željko Obradović     |
| 7. | Canada            | Canada4 Daniels, 5 Hamilton, 6 Mavis, 7 Nash, 8 Swords, 9 Barrett, 10 Francis, 11 MacCulloch, 12 Hinrichsen, 13 Guarasci, 14 Meeks, 15 Newton, All. Jay Triano                                         |
| 8. | Russia            | Russia4 Čikalkin, 5 Kubrakov, 6 Bašminov, 7 Kisurin, 8 Morgunov, 9 Bazarevič, 10 E. Pašutin, 11 Z. Pašutin, 12 Fetisov, 13 Kirilenko, 14 Panov, 15 Avleev, All. Stanislav Erëmin                       |
| 9. | Spagna            | Spagna4 Angulo, 5 Navarro, 6 López, 7 Garbajosa, 8 Rodríguez, 9 Jiménez, 10 de la Fuente, 11 Herreros, 12 Rogers, 13 de Miguel, 14 Reyes, 15 Dueñas, All. Lolo Sainz                                   |
| 10. | Cina              | Cina4 Li Q., 5 Li X., 6 Guo, 7 Sun, 8 Hu, 9 Zhang, 10 Li N., 11 Liu, 12 Zheng, 13 Yao, 14 Mengke, 15 Wang, All. Jiang Xingquan                                                                         |
| 11. | Nuova Zelanda     | Nuova Zelanda4 Marks, 5 Vučinić, 6 Penney, 7 Henare, 8 Jones, 9 Riley, 10 Lattimore, 11 Cameron, 12 Dickel, 13 Pokai, 14 Hickey, 15 Rampton, All. Keith Mair                                           |
| 12. | Angola            | Angola4 Muzadi, 5 Moreira, 6 Â. Victoriano, 7 Domingos, 8 E. Victoriano, 9 Carvalho, 10 Coimbra, 11 Chipongue, 12 Dias, 13 Almeida, 14 Lutonda, 15 Katiavala, All. Mário Palma                         |